# پالاتکی

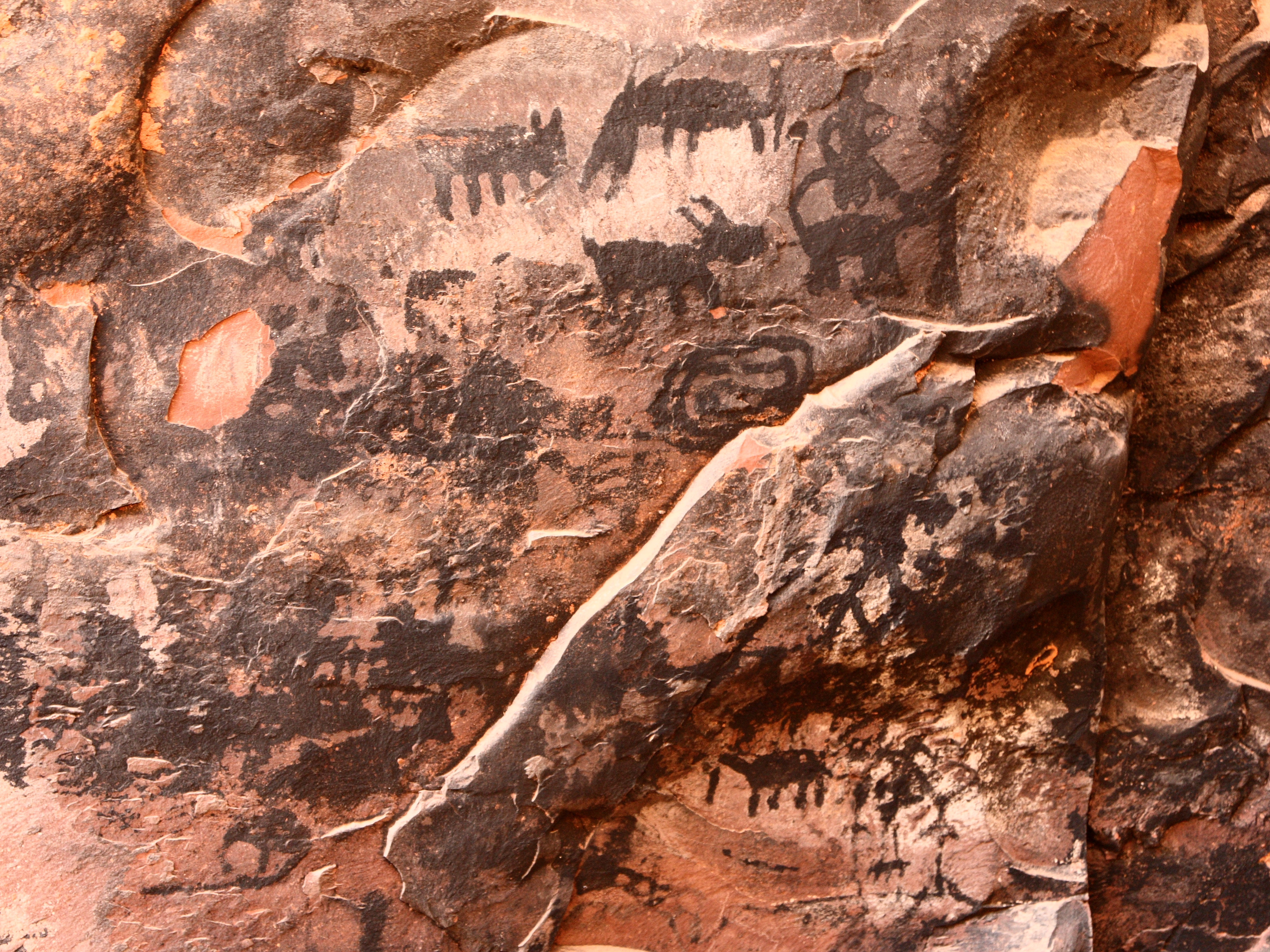
نقوش غارهای پالاتکی

پالاتکی (به انگلیسی: Palatki) نام منطقه‌ای باستان‌شناختی در شمال آریزونا است.
این منطقه در جنگل ملی کوکونینو و در نزدیکی شهر سدونا قرار دارد، و حاوی مخروبه‌هایی است که متعلق به قبیله‌ای از مردمان بومی آمریکای شمالی ماقبل کلمب بنام سیناگواها هستند.
این مخروبه‌ها متعلق به حدوداً ۱۱۰۰ سال پیش تخمین زده شده‌اند. اما برخی حکاکی‌ها ۶۰۰۰ سال نیز قدمت دارند.
اکثر این مخروبه‌ها توسط ماجراجویان در طی سالیان دو قرن اخیر از بین رفته‌اند، اما در ارتفاعات باز بقایایی هنوز از این سرخ پوستان به چشم می‌خورد.

## نگارخانه

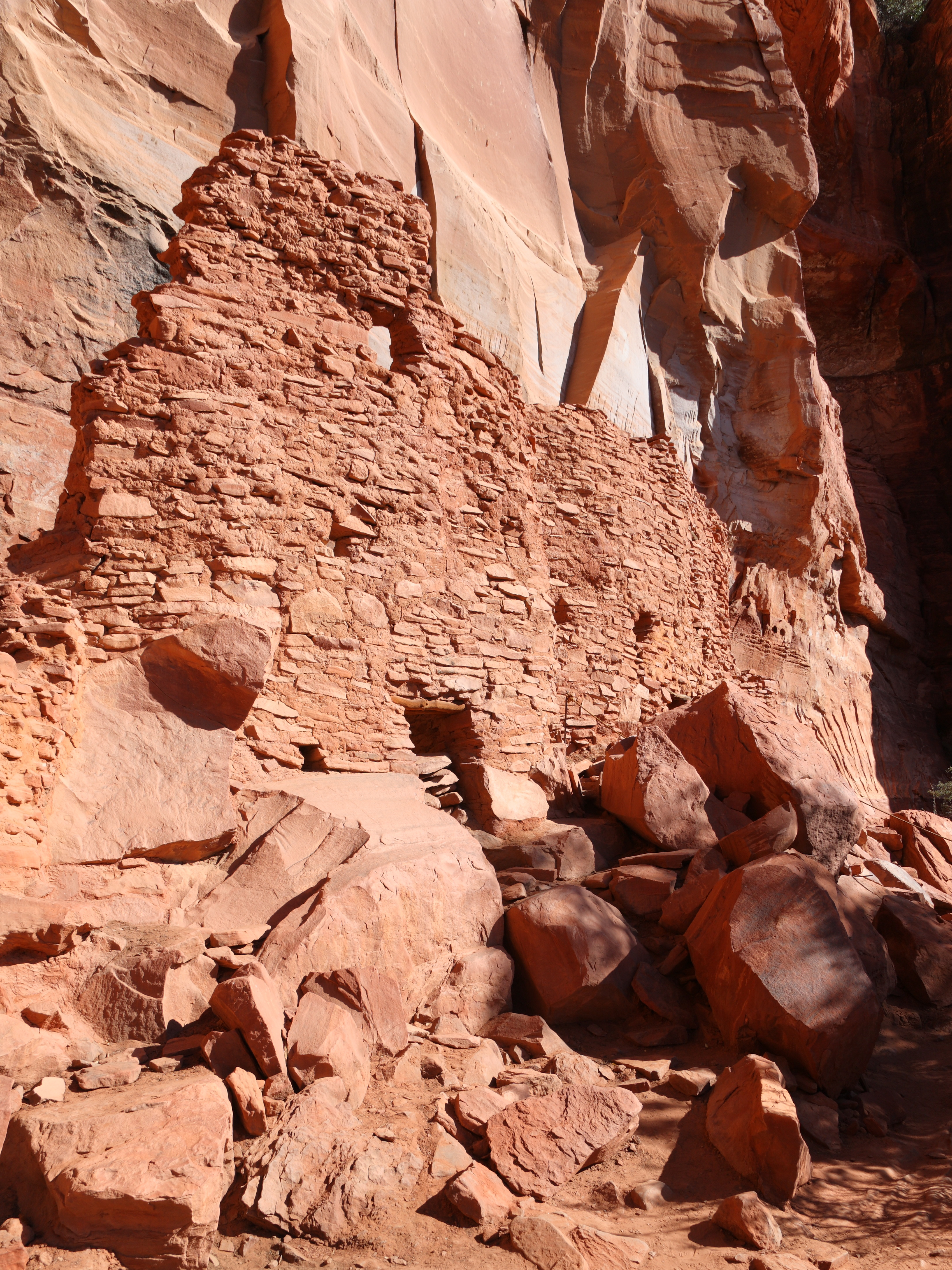
Sinagua Indian dwellings.
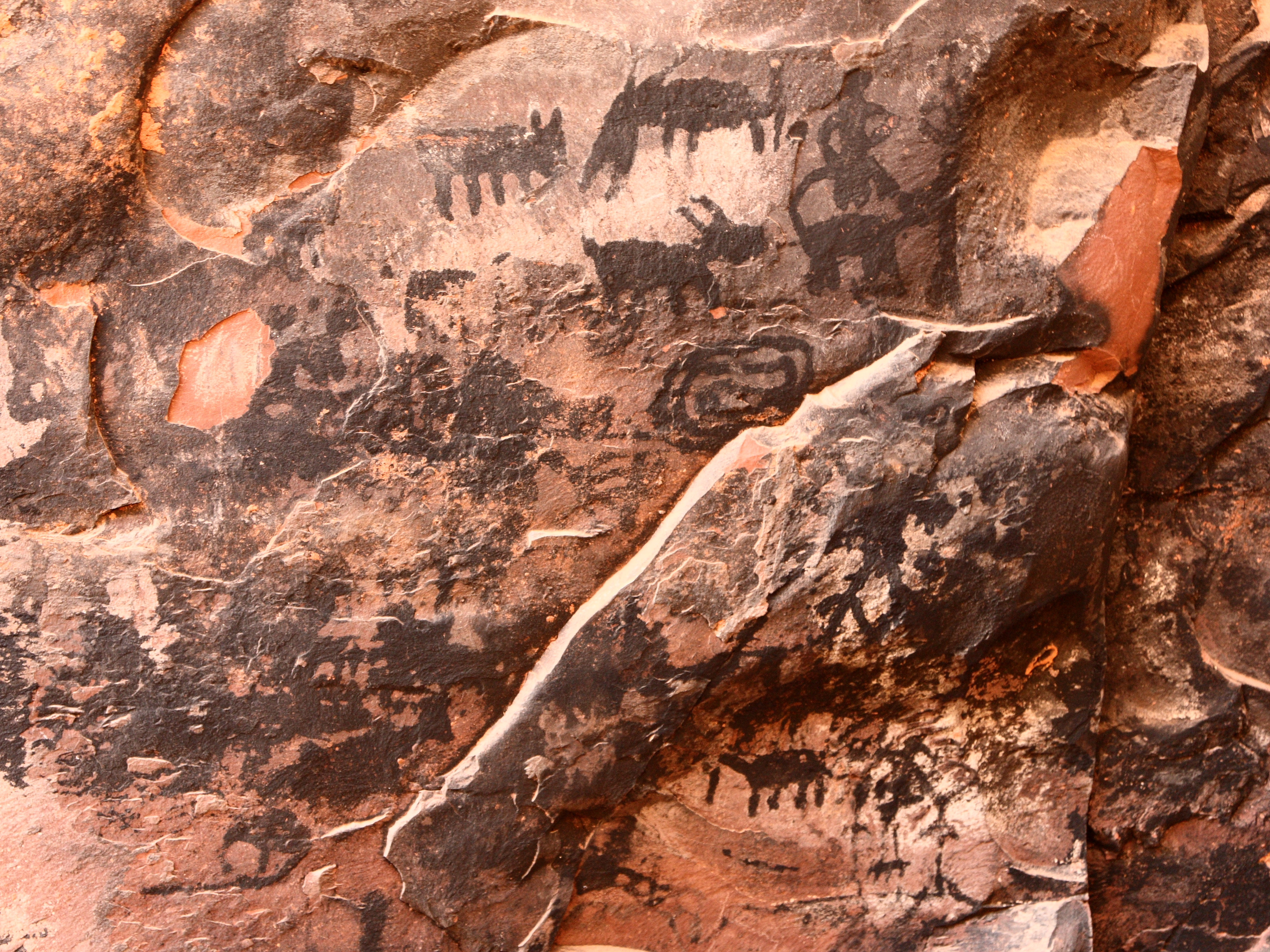
Cave pictographs at Palatki.
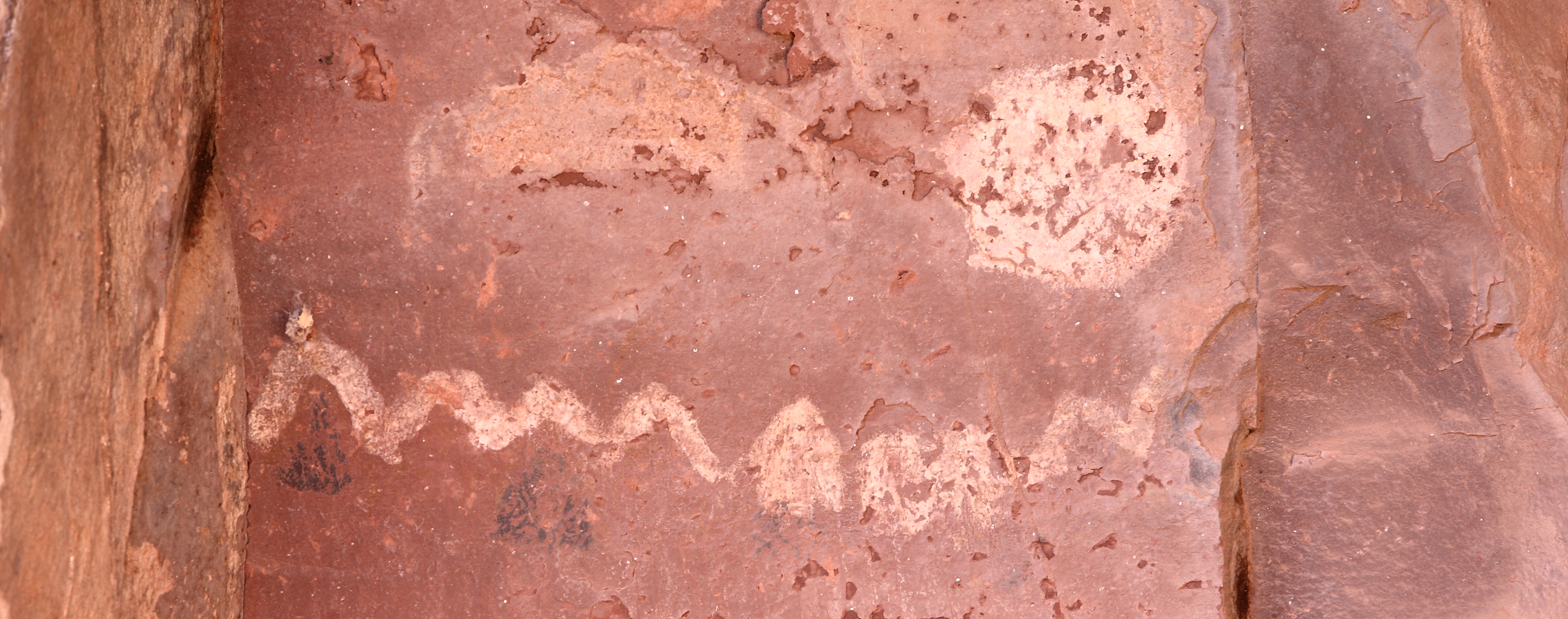
Cave painting detailing the position of the sun with respect to the rock formations opposite at the various solstices.